# Marken

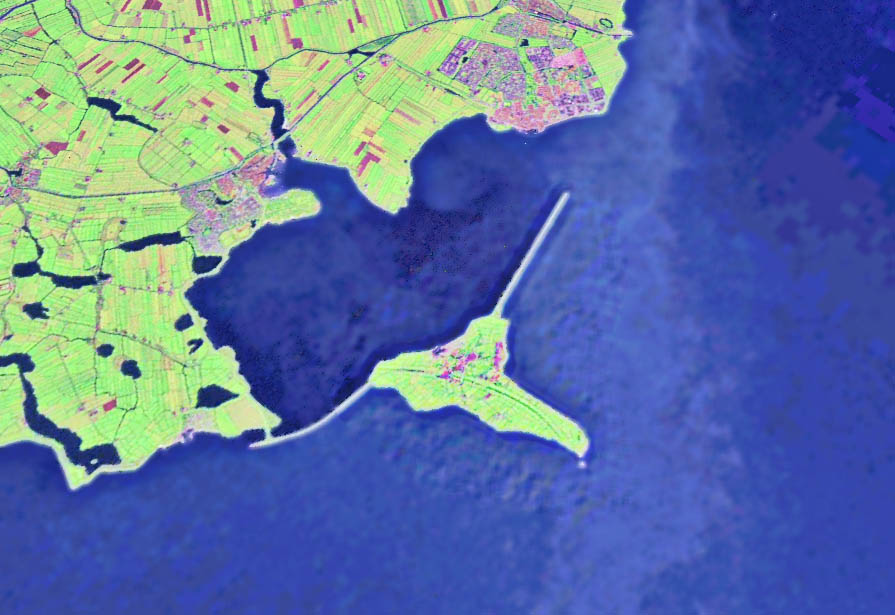
Penisola di Marken

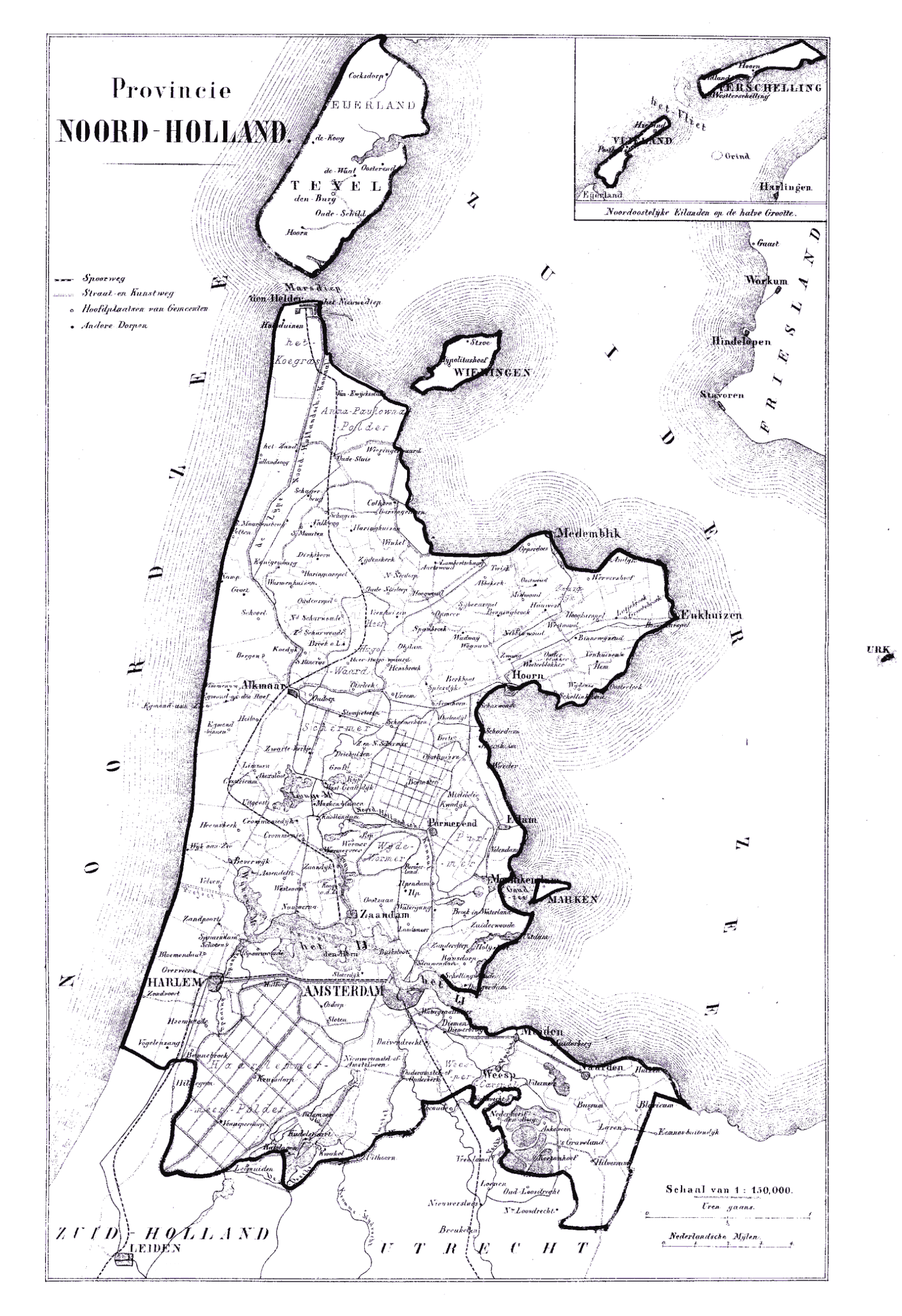
Carta del 1865 con Marken ancora un'isola

Marken (ˈmɑrkə(n); dialetto di Marken: Mereke) è un villaggio di 1 810 abitanti nella municipalità di Waterland nei Paesi Bassi. Marken forma una penisola nel Markermeer e precedentemente un'isola nello Zuidersee.
Il prosciugamento dei polder circostanti ha cambiato la morfologia del territorio, rendendolo una penisola; questo antico villaggio di pescatori presenta case di legno ancora perfettamente conservate.

## Geografia fisica

### Territorio
Marken è situata a 52°27′30″N 5°06′24″E nel comune di Waterland nella parte orientale della provincia dell'Olanda Settentrionale nell'ovest dei Paesi Bassi. Marken è una penisola del Markermeer, cui dà il nome, ed è connessa al resto della provincia da una strada rialzata.

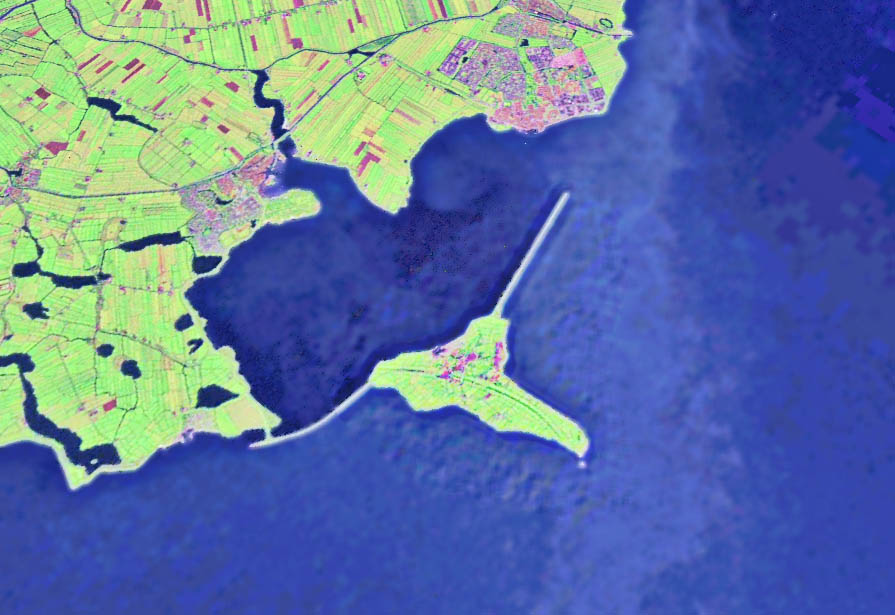
Immagine satellitare
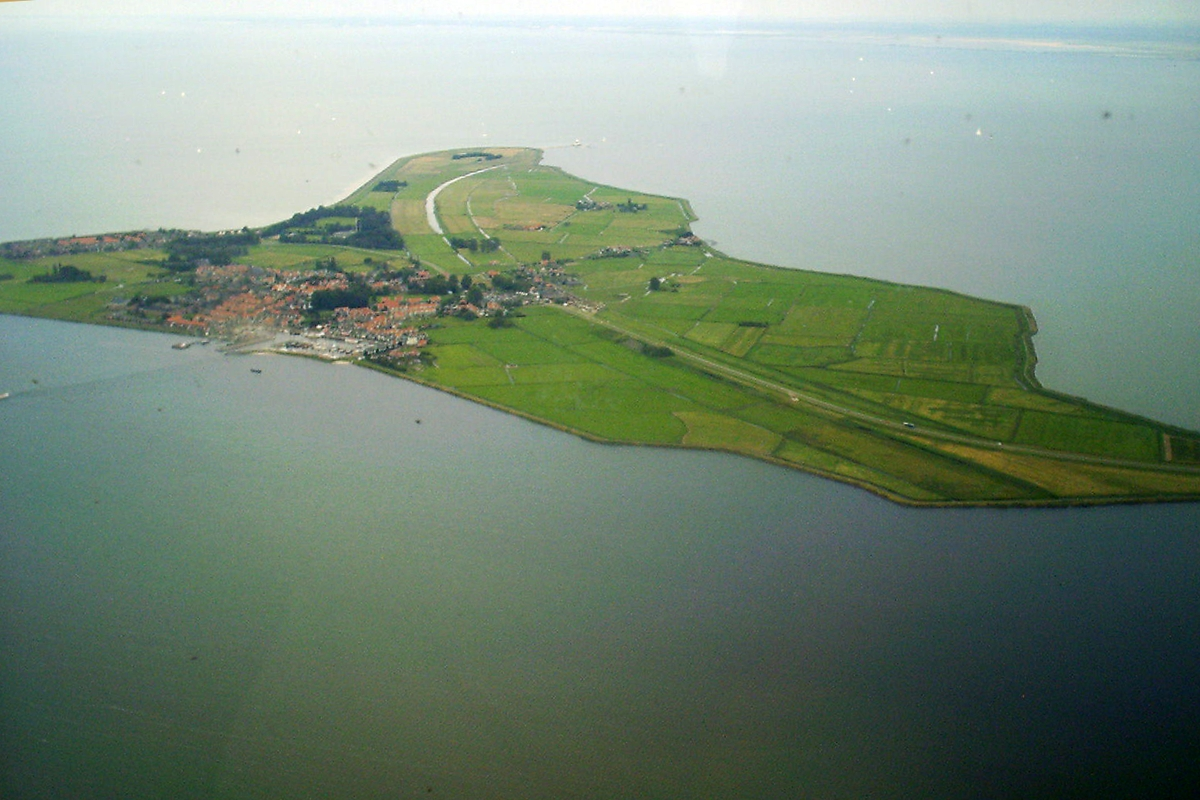
Fotografia Aerea
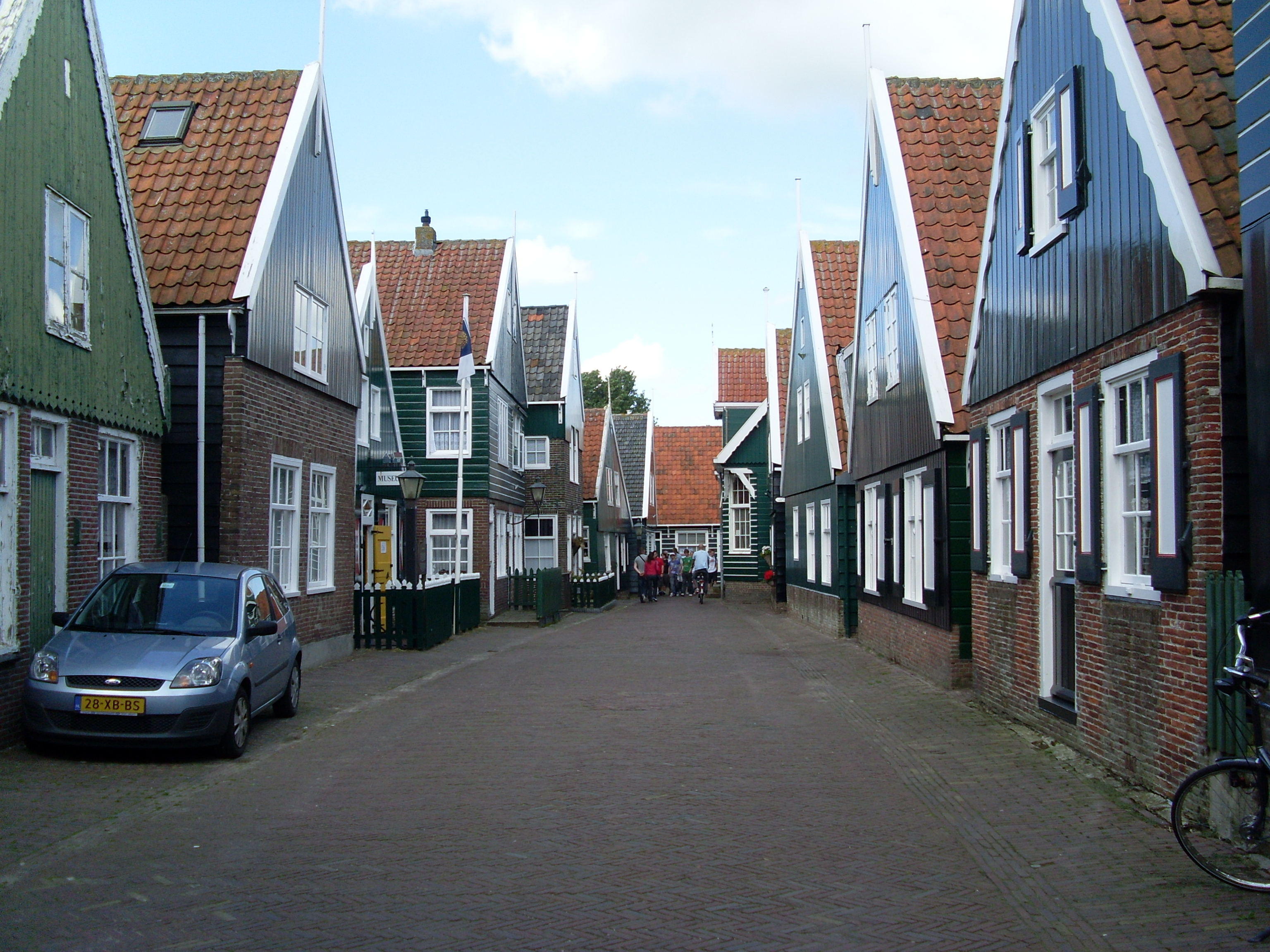
Strada nel 2009
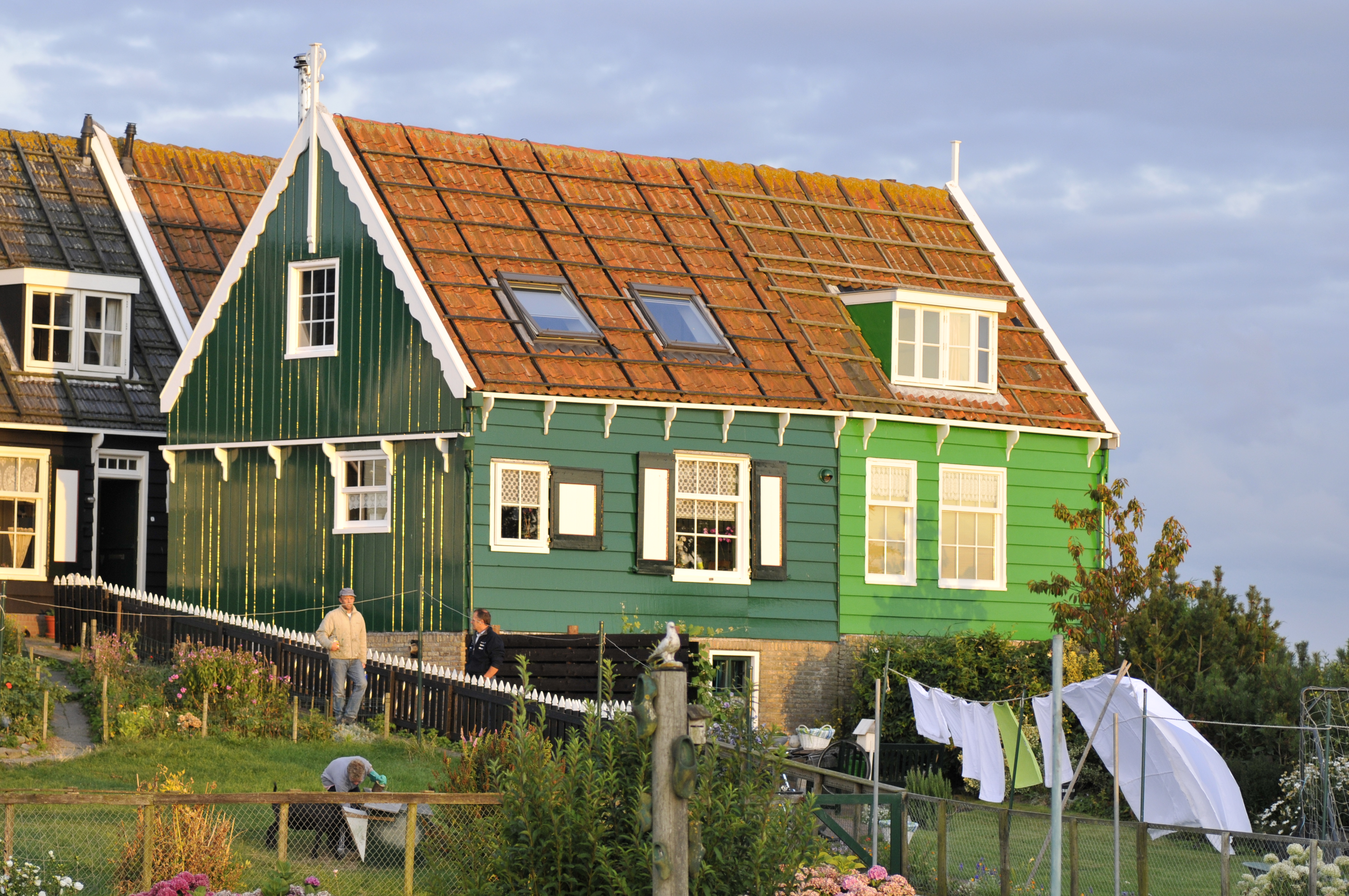
Casa in legno
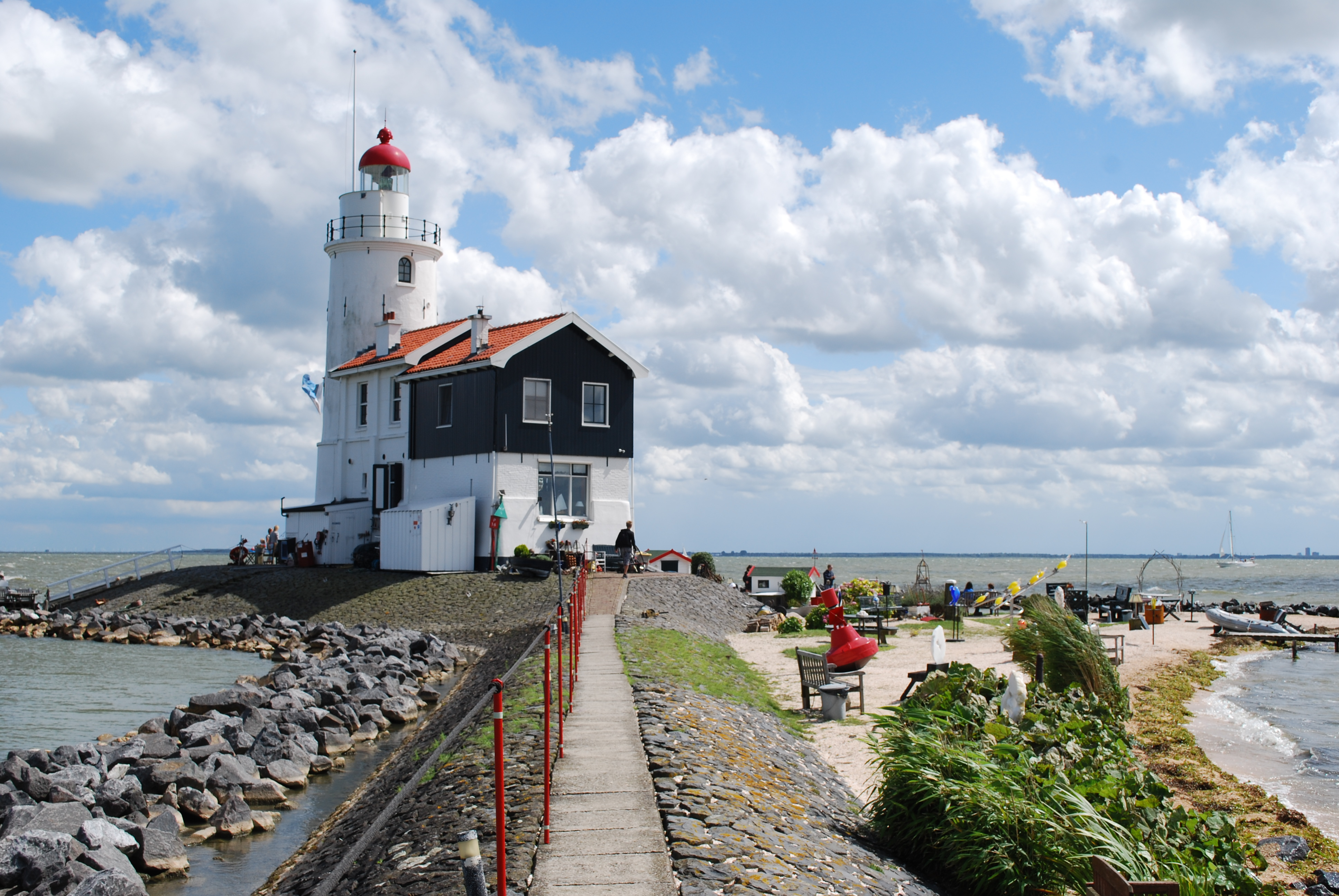
Il faro
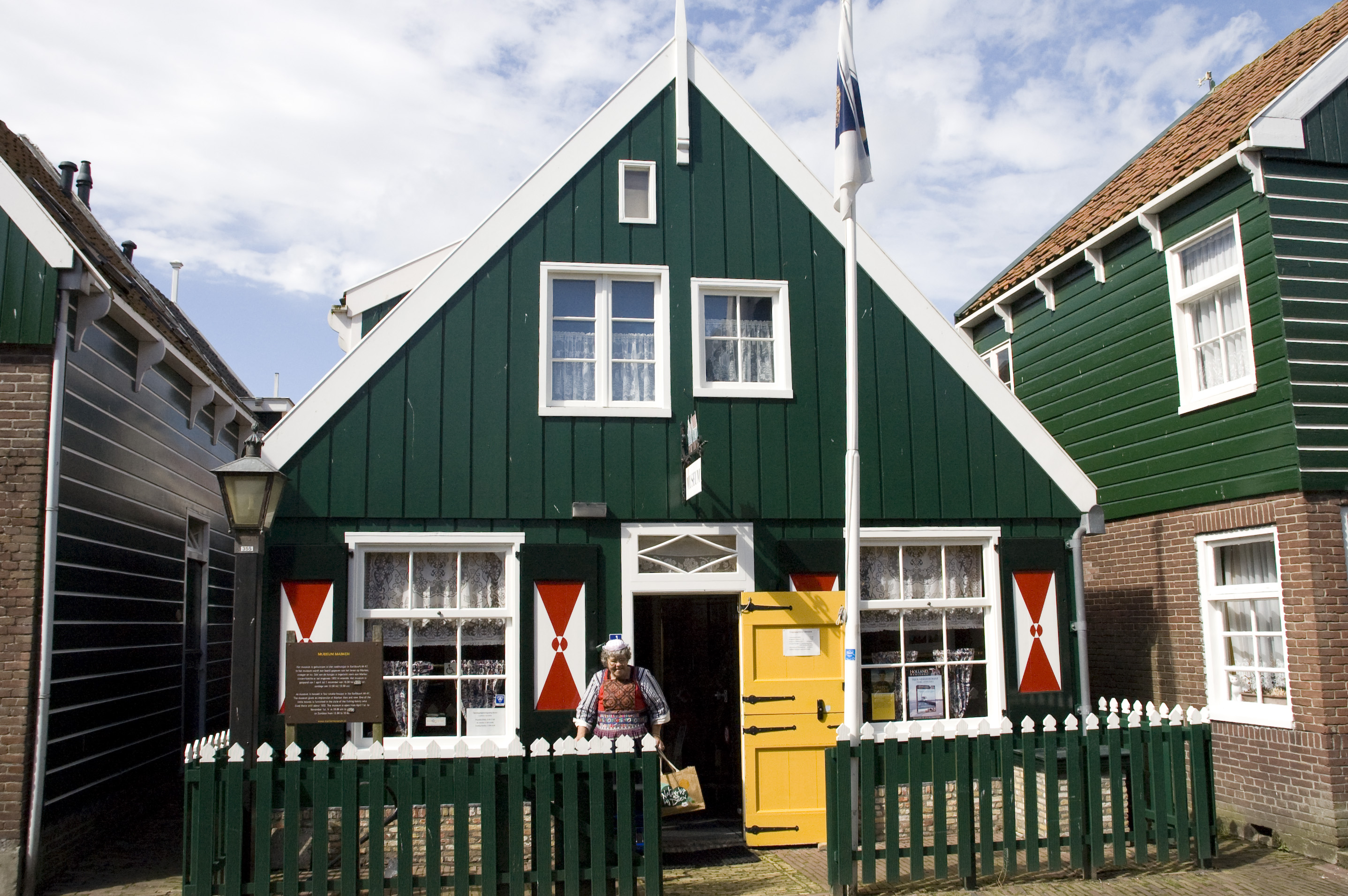
Il museo cittadino
Un panorama di Marken con il villaggio visibile sullo sfondo

## Storia
Marken era un'isola nello Zuiderzee.
Nel periodo compreso tra la fine del XIX secolo e l'inizio del XX, Marken e i suoi abitanti furono oggetto di studi da parte di folkloristi, etnografi e fisici antropologi, che guardarono qui in cerca delle antiche tradizioni olandesi destinate ormai a scomparire con l'avvento della modernizzazione del paese. Tra di essi Johann Friedrich Blumenbach, che esamino' il teschio umano di ciò che denominò essere il Batavus genuinus, dipinto dal pittore belga Xavier Mellery che soggiornò a Marken su richiesta di Charles De Coster.
I progetti di Cornelis Lely furono di incorporare l'isola nel Markerwaard. La costruzione della diga fu avviata nel 1941, ma nella prima fase di realizzazione fu interrotta dall'invasione tedesca nel corso della seconda guerra mondiale.
Nel 1983, venne inaugurato il Marker Museum, panorama sulla storia dell'isola.
Marken è stato un comune fino al 1991, quando venne accorpato a Waterland.

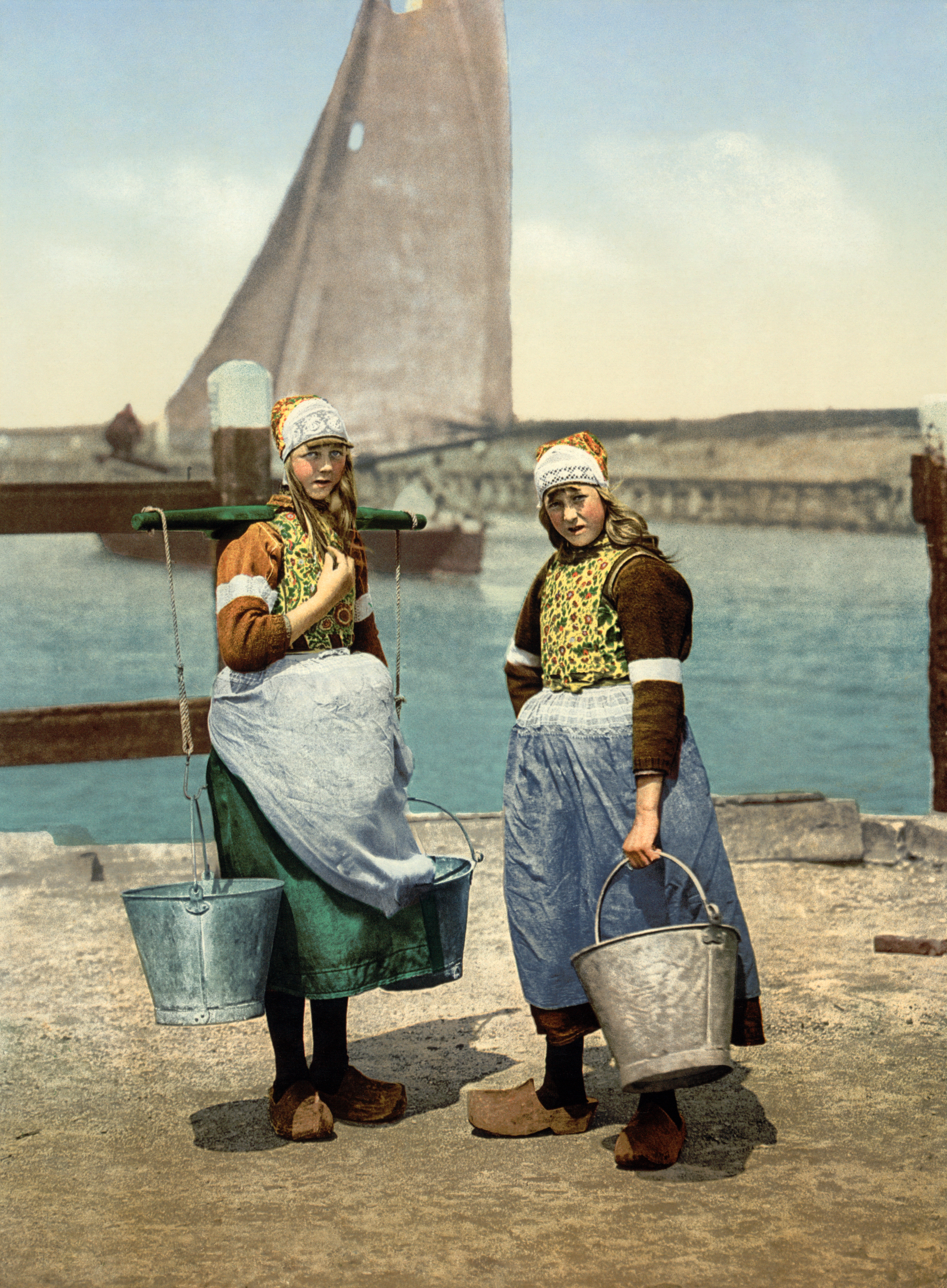
Ragazze in abiti tipici (1900)
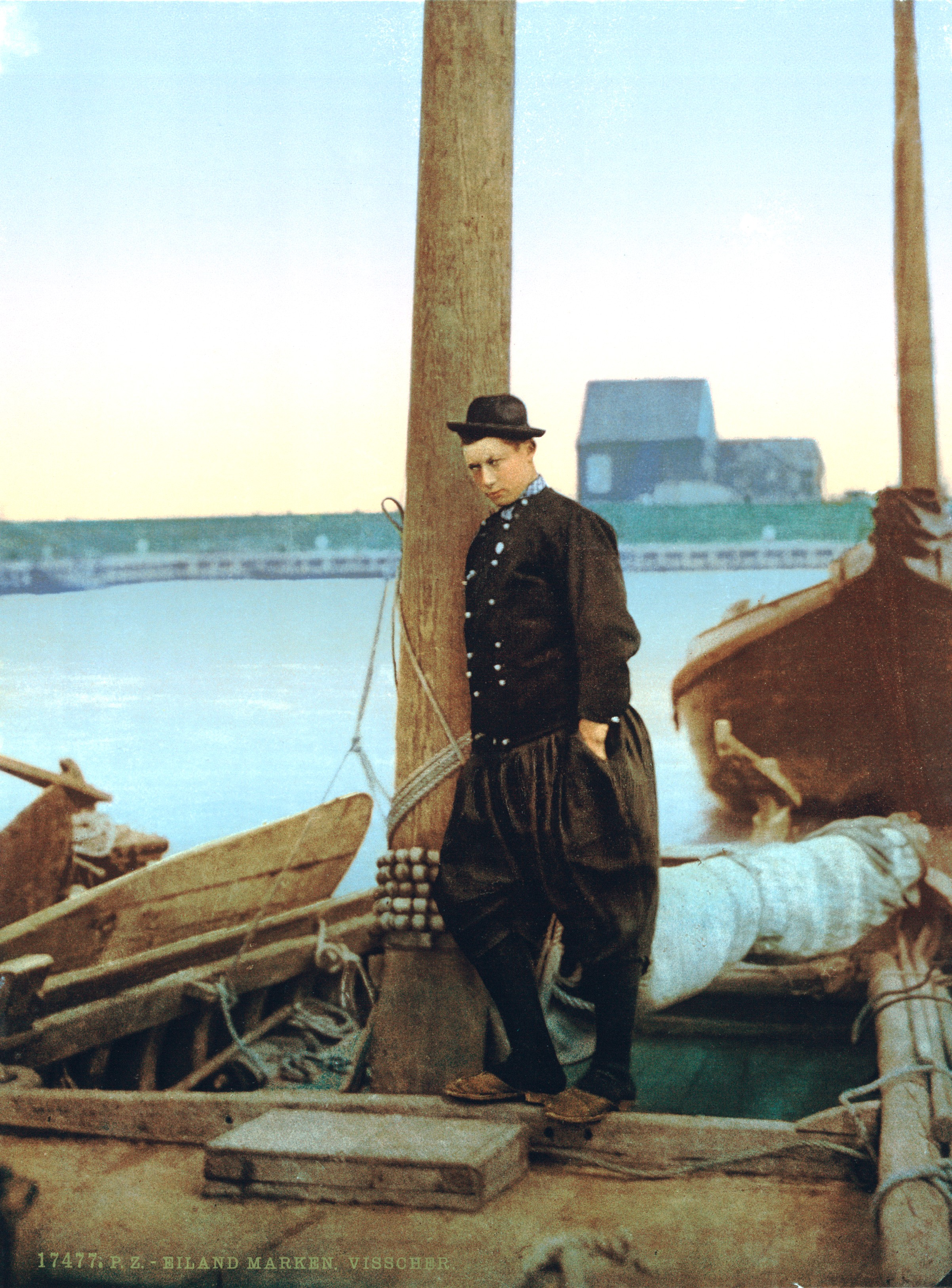
Pescatori in abiti tipici (1900)

## Società

### Evoluzione demografica
Nel 2012, Marken aveva una popolazione di 1 810 abitanti e una densità abitativa di 679/km² (1 760/sq mi).